# Make-make
Cet article concerne le dieu du peuple Rapanui. Pour la planète naine, voir (136472) Makémaké.
Dans la religion du peuple autochtone de l’île de Pâques, d’origine polynésienne (de Hiva, peut-être Hiva Oa ou Nuku Hiva d’après la tradition orale), Make-make, Make make, Make-Make, Make Make ou Makemake (souvent francisé en Maké-maké, Maké maké, Maké-Maké, Maké Maké ou Makémaké) est le dieu principal de l’île.

## Mythologie
Il arriva sur l’îlot Motu Nui et apporta un œuf : celui-ci donna vie aux humains (ce qui rappelle la cosmogonie polynésienne selon laquelle le genre humain proviendrait d’œufs pondus par des oiseaux ayant copulé avec des poissons après la formation de la mer et l’émergence des premières terres, à partir du chaos primordial).
Make-make est représenté avec un corps d’homme et une tête de sterne. Des rituels pour honorer ce dieu ont été observés par l’expédition hollandaise de Jakob Roggeveen en 1722 : les hopu, représentants de chaque clan, sautaient à la mer depuis la falaise d’Orongo, près du volcan Rano Kau, et nageaient à l’aide d’une gerbe de roseaux (totora) jusqu’à l’îlot Motu Nui où chaque hopu se postait auprès d’un nid de sterne mahoke ou manutara et attendait. La volonté de Make-make se manifestait par l’ordre de ponte des œufs : le hopu qui, le premier, voyait pondre la sterne femelle qu’il avait choisi, devait ramener l’œuf à l’ariki nui (« grand guerrier », le roi de l’île). Cet unique œuf recueilli, tout le monde rentrait sans conflits. Selon la tradition orale recueillie par l’explorateur Alfred Métraux, Make-make désignait ainsi parmi les hopu le tangata manu : l’« homme oiseau » qui était, pour un an, l’arbitre des conflits entre clans sur l’île de Pâques. À ce titre, il était « neutre » et sacré. Le missionnaire Eugène Eyraud assista en 1866 au dernier rituel de l’« homme oiseau ».

## Histoire
Ce culte disparut en même temps que la majeure partie de la population pascuane, décimée en 1862 par les esclavagistes péruviens qui la déportèrent aux îles Chincha ; la population Rapanui actuelle descend surtout d’ouvriers agricoles venus de Rapa et de Mangareva, et est chrétienne.
Un culte des ancêtres, celui des moaï, a précédé celui de Make-make. En 1722, ce premier culte avait déjà disparu et la plupart des moaï (effigies en pierre d’ancêtres divinisés) étaient abandonnés ou inachevés, mais une partie de ceux qui avaient été érigés sur des socles cérémoniels (ahus : plateformes de pierre comme les marae) étaient encore debout. 
En 1869, lors de l’expédition du navire britannique HMS Topaze (en), les moaï gisaient enterrés ou renversés à travers l’île, la population était en voie de christianisation et l’élevage des moutons était en train de faire disparaître les dernières forêts de l’île. Un seul moaï, au dos sculpté de pétroglyphes représentant l’« homme oiseau » et caché dans une grotte du lieu de cérémonie d’Orongo, était encore l’objet d’un culte de la part des adeptes de Make-make. C’est peut-être pour cette raison que le missionnaire Eugène Eyraud, apprenant que les Britanniques souhaitaient emmener un moaï hors de l’île, leur désigna précisément celui-ci. Les Anglais le retirèrent d’Orongo le 7 novembre 1868 et ce moaï fut appelé Hoa Hakananai'a (l’« ami dérobé » en rapanui). Ramené à Portsmouth le 25 août 1869, il est exposé depuis au British Museum de Londres.

## Cinéma
Le film Rapa Nui (1994) retrace la tradition de l’« homme oiseau », mais la représente comme une violente compétition où l’on doit gagner contre les autres et dont le côté sacré est absent. Dans le film, le vainqueur fait du chef de son clan l’ariki nui, alors que cette dignité était héréditaire au sein de la lignée Miru, descendant selon la légende du découvreur de l’île Hotu Matu'a, et ce sont les autochtones, et non les moutons, qui font absurdement disparaître les forêts pascuanes, selon une hypothèse diffusée par Jared Diamond.

## Astronomie
En astronomie, le plutoïde Makémaké a été nommé d’après le dieu de l’île de Pâques car il a été découvert le même jour, 283 ans plus tard, que la première visite des Européens sur cette île,.

## Biographie
- Thomas S. Barthel: The Eighth Land : The Polynesian Settlement of Easter Island, Honolulu University of Hawaii 1978